# Winkhof
Winkhof ist ein Ortsteil von Halver im Märkischen Kreis im Regierungsbezirk Arnsberg in Nordrhein-Westfalen (Deutschland).

## Lage und Beschreibung
Winkhof liegt östlich des Halveraner Hauptortes auf 400 Meter über Normalnull auf einem Höhenzug zwischen einem der Quellbäche der Hälver und der Schlemme, beide Zuflüsse der Volme, und ist über eine Zufahrt von der nahen Landesstraße L892 zu erreichen. Nachbarorte sind neben dem Hauptort die Ortschaften Schmidtsiepen, Oberherweg, Neuenherweg, Schröders Herweg und Siepen. Die heutige Wohnsiedlung ist aus einer frühen Halveraner Hofschaft hervorgegangen.
Westlich der Siedlung befindet sich das Naturdenkmal Hälversprung, eine der Quellen der Hälver. Nördlich des Ortes verläuft in einer Schleife die von der Schleifkottenbahn GmbH befahrenen Teilstrecke der Wuppertalbahn, östlich befindet sich der Tunnel, mittels dessen der Höhenzug unterquert wird. Der Sieperbach fließt ebenfalls östlich an der Siedlung vorbei.

## Geschichte
Winkhof wurde erstmals in den Jahren 900 und 1130 urkundlich erwähnt, die Entstehungszeit der Siedlung wird aber für den Zeitraum zwischen 693 und 772 während der sächsisch-fränkischen Grenzauseinandersetzungen vermutet.
Winkhof war Sattelhof und Oberhof der Benediktinerabtei Werden. Die Abgabenlast an die Abtei betrug 1445 jährlich 18 Soester Schillinge und 6 Pfennige sowie zwölf Malter Hafer. Falls der Abt der Abtei in das Kirchspiel Halver zur Jagd kam, hatte der Hof die Pflicht diesen mit 13 halben Pferden, mit Habichten, Hunden und Winden aufzunehmen.
1818 lebten sechs Einwohner im Ort. Laut der Ortschafts- und Entfernungs-Tabelle des Regierungs-Bezirks Arnsberg wurde Winkhof als Ackergut kategorisiert und besaß 1838 eine Einwohnerzahl von elf, allesamt evangelischen Glaubens. Der Ort gehörte zur Halveraner Dorfbauerschaft innerhalb der Bürgermeisterei Halver und besaß zwei Wohnhäuser und drei landwirtschaftliche Gebäude.
Das Gemeindelexikon für die Provinz Westfalen von 1887 gibt eine Zahl von neun Einwohnern an, die in einem Wohnhaus lebten.
Seit dem Mittelalter (nach anderen Angaben seit vorgeschichtlicher Zeit) führte auf der Trasse der heutigen Landesstraße L892 an Winkhof eine Altstraße von Köln über Wipperfürth, Halver, Lüdenscheid, Werdohl und Arnsberg nach Soest vorbei, ein bedeutender Handels-, Pilger- und Heerweg.